# Verticordia grandis
Espèce
Classification phylogénétique
Statut CITES
Verticordia grandis, connu sous le nom de scarlet featherflower en anglais, est une espèce de plantes à fleurs de la famille des Myrtaceae.
C'est un arbuste aromatique qui peut atteindre 3,5 m de haut originaire de la moitié sud de la côte ouest de l'Australie. Il a de petites feuilles rondes vert-gris. Les fleurs rouges apparaissent d'août à mars et font 2,5 cm de diamètre.

## Galerie

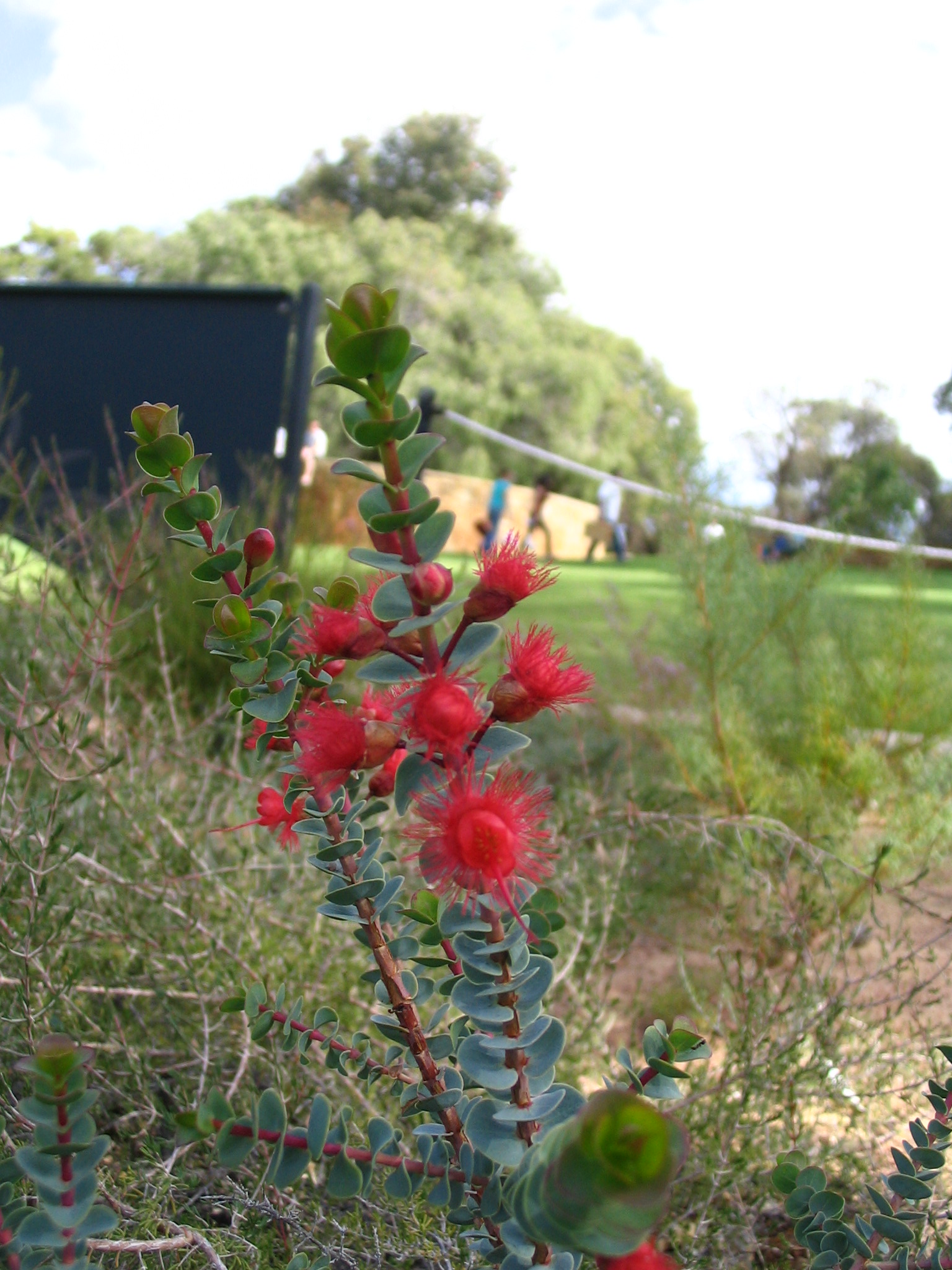
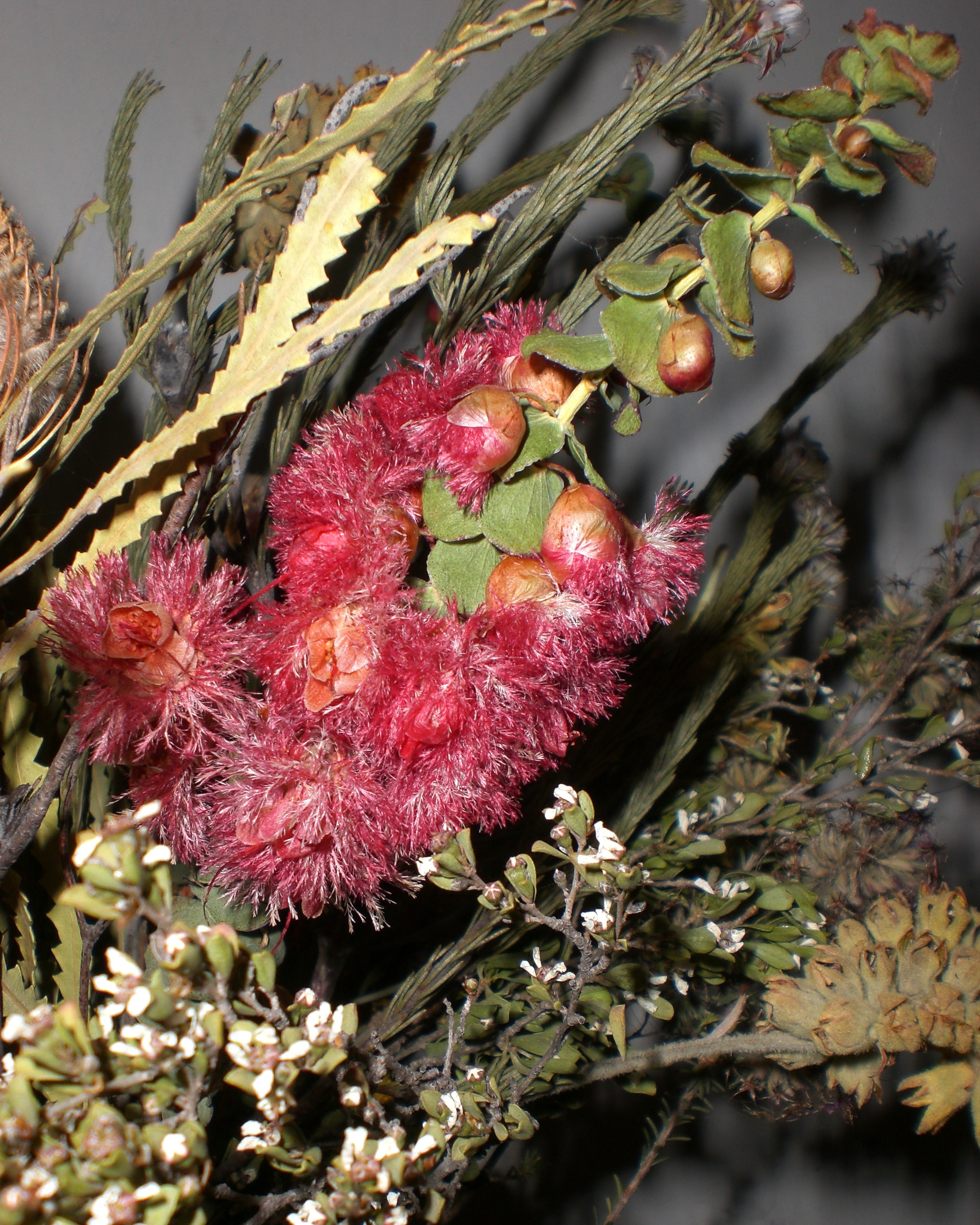